# الحدائق الجيولوجية العالمية التابعة لليونسكو
الحدائق الجيولوجية العالمية التابعة لليونسكو، (بالإنجليزية: UNESCO Global Geoparks)‏ هي حدائق جيولوجية معتمدة من قبل مجلس الحدائق الجيولوجية العالمية التابع لليونسكو لتلبية جميع متطلبات الانتماء إلى شبكة الحدائق الجيولوجية العالمية، وهي شبكة من الحدائق الجيولوجية ووكالة تابعة لمنظمة الأمم المتحدة للتربية والعلم والثقافة (اليونسكو)  التي تدير الشبكة.
تأسست الوكالة في عام 2004 بالشراكة مع الاتحاد الدولي للعلوم الجيولوجية بهدف الحفاظ على التراث الجيولوجي للأرض، فضلاً عن تعزيز البحث والتطوير المستدام من قبل المجتمعات المعنية. ولتحقيق هذه الأهداف، اعتمدوا مفهوم الحديقة الجيولوجية، وهو مصطلح كان مستخدمًا بالفعل لواحدة من الحدائق المقترحة. صُممت الحدائق الجيولوجية باعتبارها "مناطق جغرافية موحدة حيث يتم إدارة المواقع والمناظر الطبيعية ذات الأهمية الجيولوجية الدولية بمفهوم شامل للحماية والتثقيف والتنمية المستدامة".
منذ عام 2015، تم تحديد عملية التقديم والتعيين من خلال النظام الأساسي والمبادئ التوجيهية التشغيلية للحدائق الجيولوجية العالمية التابعة لليونسكو.  اعتبارًا من أبريل 2023، كان هناك 195 حديقة جيولوجية عالمية تابعة لليونسكوفي 48 دولة.  توجد الآن مواقع أعضاء شبكة الحدائق الجيولوجية العالميةفي خمس من القارات السبع، ولا يوجد أي منها حاليًا في القارة القطبية الجنوبية أو أستراليا، وحتى (2022) لا توجد حدائق جيولوجية عالمية في الولايات المتحدة، وتعد الصين الدولة التي تمتلك أكبر عدد من الحدائق الجيولوجية في العالم. 